# Olympische Jugend-Sommerspiele 2018/Akrobatik
Bei den Olympischen Jugend-Sommerspielen 2018 in Buenos Aires wurde ein Akrobatik-Wettbewerb ausgetragen. An diesem nahmen zwölf Paare (je ein Mädchen und ein Junge) teil. Die Qualifikation fand am 7. Oktober statt, das Finale wurde am 15. Oktober ausgetragen.
In der Qualifikation mussten sich die Teilnehmer drei Disziplinen stellen: eine Balanceübung, eine dynamische Übung und eine Kombinationsübung. Die besten acht Paare qualifizierten sich für das Finale, in dem sie noch eine Kombinationsübung absolvierten.
Die Akrobatik-Athleten nahmen auch an den Teamwettbewerben im Turnen teil.

## Ergebnisse
| Platz | Land                   | Team                                    | Punkte |
| ----- | ---------------------- | --------------------------------------- | ------ |
| 1     | Bulgarien              | Mariela Kostadinowa Panajot Dimitrow    | 27.850 |
| 2     | Israel                 | Noa Kazado Yakar Yonatan Fridman        | 27.590 |
| 3     | Ukraine                | Daryna Plokhotniuk Oleksandr Madei      | 27.450 |
| 4     | Belarus                | Wiktoryja Achotnikawa Ilija Famenku     | 27.325 |
| 5     | Russland               | Kapitolina Chusnullina Anatoli Sliwkow  | 27.200 |
| 6     | Portugal               | Madalena Cavilhas Manuel Candeias       | 27.190 |
| 7     | Kasachstan             | Anastassiya Arkhipova Dmitriy Nemerenko | 26.950 |
| 8     | Vereinigtes Königreich | Sophia Imrie-Gale Clyde Gembickas       | 26.770 |
| 9     | Volksrepublik China    | Liu Yiqian Li Zhengyang                 | –––    |
| 9     | Puerto Rico            | Daniela González Adriel González        | –––    |
| 9     | Usbekistan             | Arina Yulusheva Nikolai Jewdokimow      | –––    |
| 9     | Südafrika              | Rachel Nell Sidwell Madibeng            | –––    |